# Lomographa subtaminata
Lomographa subtaminata är en fjärilsart som beskrevs av Louis Beethoven Prout 1915. Lomographa subtaminata ingår i släktet Lomographa och familjen mätare. Inga underarter finns listade i Catalogue of Life.